# Gurd
Gurd är ett thrash metal-band från Schweiz som började 1994. De bildades av medlemmar från power metal-bandet Poltergeist. Strax efter att Gurd startade blev de upptäckta av Major Records, som släppte deras första album 1995.

## Medlemmar
Nuvarande medlemmar
- V.O. Pulver – sång, gitarr (1994– )
- Franky Winkelmann – basgitarr, bakgrundssång (2002– )
- Pat (Patrick Müller) – gitarr, bakgrundssång (2004– )
- Steve Karrer – trummor (2009– )

Tidigare medlemmar
- Marek Felis – basgitarr (1994–1999)
- Tobias Roth – trummor (1994–1999)
- Tommy Baumgärtner	– (1994–1995)
- Phil	– gitarr (1995–2000)
- Bruno Spring – gitarr, sång (1999–2004)
- Tschibu (Mauro Casciero) – trummor (1999–2009)
- Andrej Abplanalp – basgitarr (2000–2002)

## Diskografi
Studioalbum
- Gurd (1995)
- Addicted (1995)
- D-fect (1996)
- D-fect - The Remixes (1997)
- Down the Drain (1998)
- Bedlam (2000)
- Encounter (2003)
- Bang! (2006)
- Your Drug of Choice (2009)
- Never Fail (2011)
- Fake (2014)

Livealbum
- 10 Years of Addiction (CD/DVD) (2005)

EP
- Propaganda Baby (2018)

Singlar
- "Almost Human" (2015)

Annat
- Checkpoint #4 (delad album: Aurora Borealis / Gurd / Thorium / Koldborn / 2 Ton Predator) (2003)